# Senec (Rakovník)
Senec é uma comuna checa localizada na região da Boêmia Central, distrito de Rakovník.